# Bernard IV de Nîmes
Pour les articles homonymes, voir Bernard IV.
Bernard IV de Nîmes est un prélat du Moyen Âge, quarante-unième évêque connu de Nîmes de 1324 à 1331.